# Maison de Fürstenberg
Pour les articles homonymes, voir Fürstenberg.
Ne doit pas être confondu avec Maison von Fürstenberg (Westphalie).
 (mai 2020).
La maison von und zu Fürstenberg (en français aussi connu comme maison de Furstenberg ou de Furstemberg) est une vieille famille princière de noblesse allemande, originaire de la Souabe, qui régnait sur la principauté de Fürstenberg jusqu'en 1806.

## Histoire
Les Fürstenberg remontent au XIe siècle en tant que descendants des comtes d'Urach dans le Jura souabe et dans la région centrale du Neckar. On croit possible, mais non prouvé, qu'Egino I d'Urach, le premier représentant de cette famille mentionné vers 1050, descende de Unroch III de Frioul de la famille des Unrochides.
Le comte Egino IV d'Urach, marié à Agnès, fille de Berthold IV de Zähringen, hérita d'une grande partie des biens des ducs de Zähringen en 1218, puisque Berthold V mourut sans enfant et que la lignée principale de Zähringen s'était ainsi éteinte. La lignée la plus jeune, la maison de Bade, qui s'est séparée plus tôt, possédait les zones nord autour du château de Hohenbaden et y sont devenus margraves. Les héritages sur le plateau de Baar et dans la Forêt-Noire formaient la base de la famille de Fürstenberg qui appartenaient aux comtes du Saint-Empire, tandis que Anne de Zähringen, sœur d'Agnès, épouse Ulrich III de Kybourg et obtient Fribourg en Suisse avec de vastes pays autour.
Le comte Conrad Ier de Fribourg, fils d'Egon V d'Urach, a fondé la lignée des comtes de Fribourg à laquelle l'héritage des Zähringen dans le Brisgau est tombé. Son frère cadet Henri Ier de Fürstenberg a repris l'héritage des Zähringen dans la vallée de la Kinzig, dans la Forêt-Noire et sur le Baar et s'est nommé d'après le château de Fürstenberg près de Hüfingen, détruit en 1632.
Dans les divisions d'héritage, les territoires dispersés ont été divisés à plusieurs reprises en différentes lignes: L'embranchement Fürstenberg-Haslach 1284–1386, Fürstenberg-Wolfach 1407–1490, le comté de Fürstenberg-Baar, dont le comté de Fürstenberg-Heiligenberg a été séparé en 1559, Fürstenberg-Meßkirch (au XVIIe siècle), Fürstenberg-Stühlingen. Cette dernière lignée s'éteignit avec Charles Joachim de Fürstenberg en 1804 et toute la principauté tomba sous la lignée bohémienne.
Aujourd'hui, la famille possède toujours les châteaux de Donaueschingen et Heiligenberg en Allemagne et Weitra en Autriche. La seigneurie de Weitra en Basse-Autriche est venue à la famille Fürstenberg en 1607.
Jusqu'en 1945, elle possédait également de vastes possessions en Bohême que le prince Joseph de Fürstenberg-Stühlingen avait acquises par son mariage avec Marie Anne de Waldstein, dont le château de Lány et le château de Křivoklát (Pürglitz). La famille possédait également des palais à Vienne et à Prague.

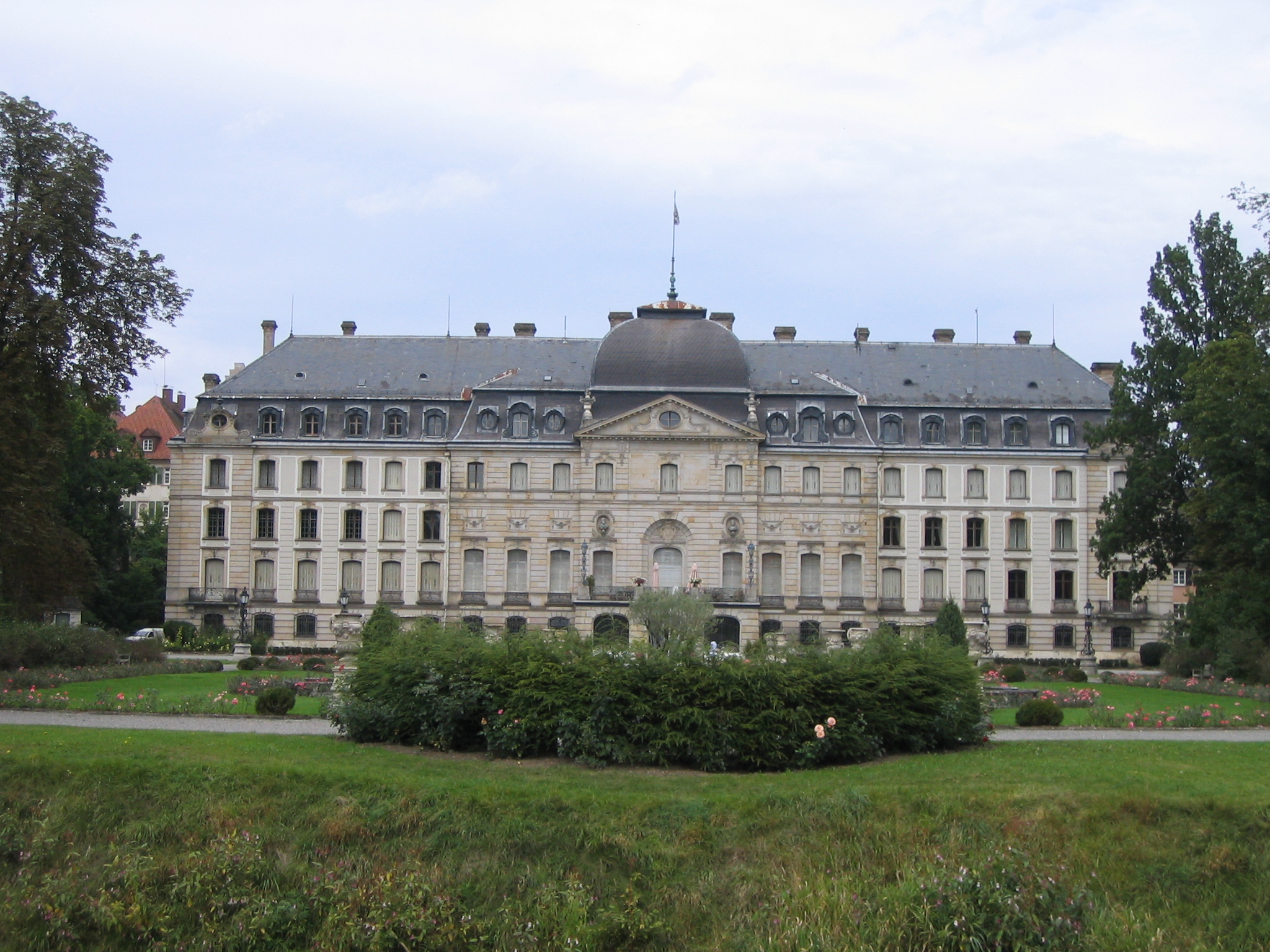
Le château de Donaueschingen (de).
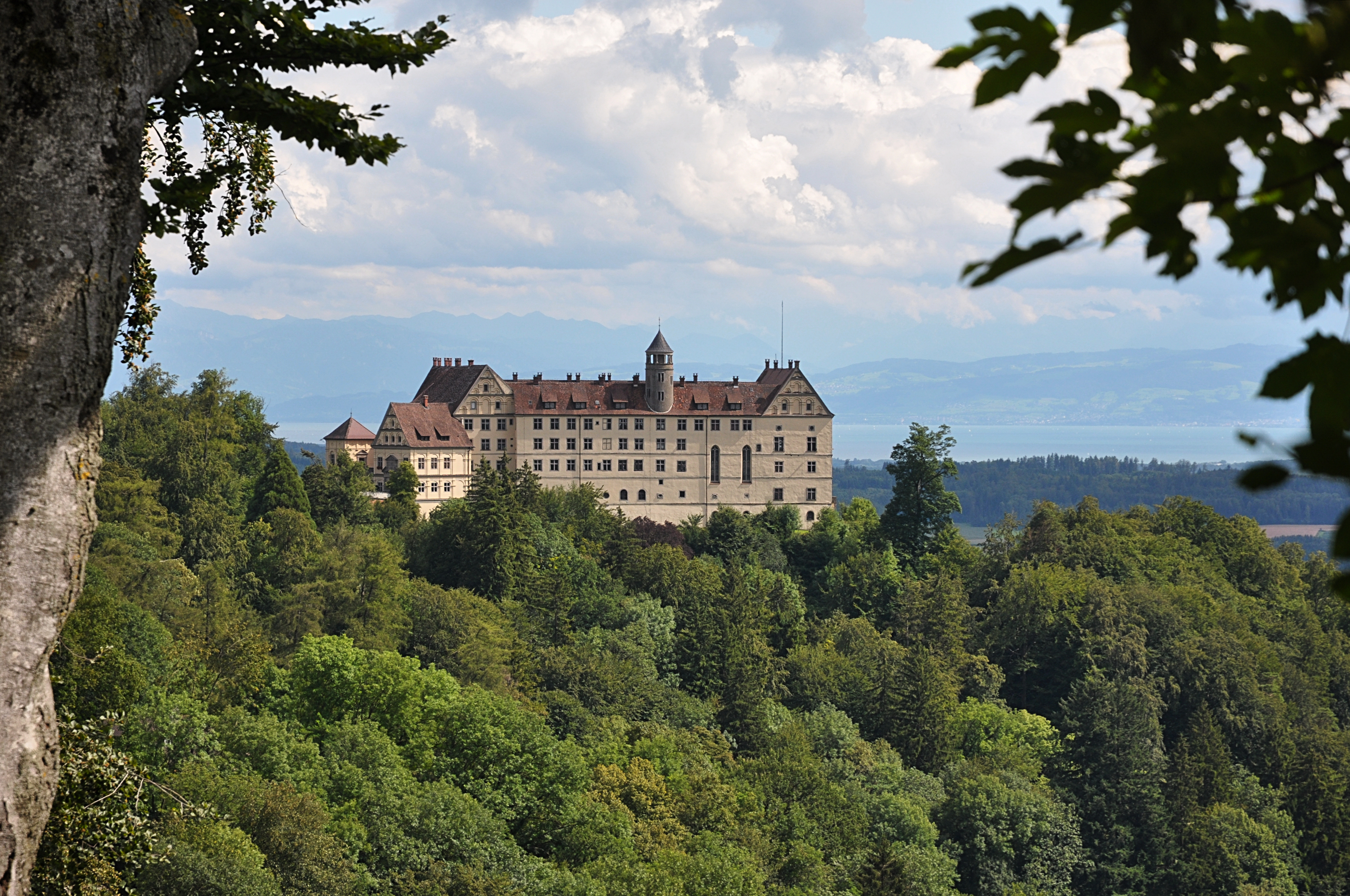
Le château de Heiligenberg.
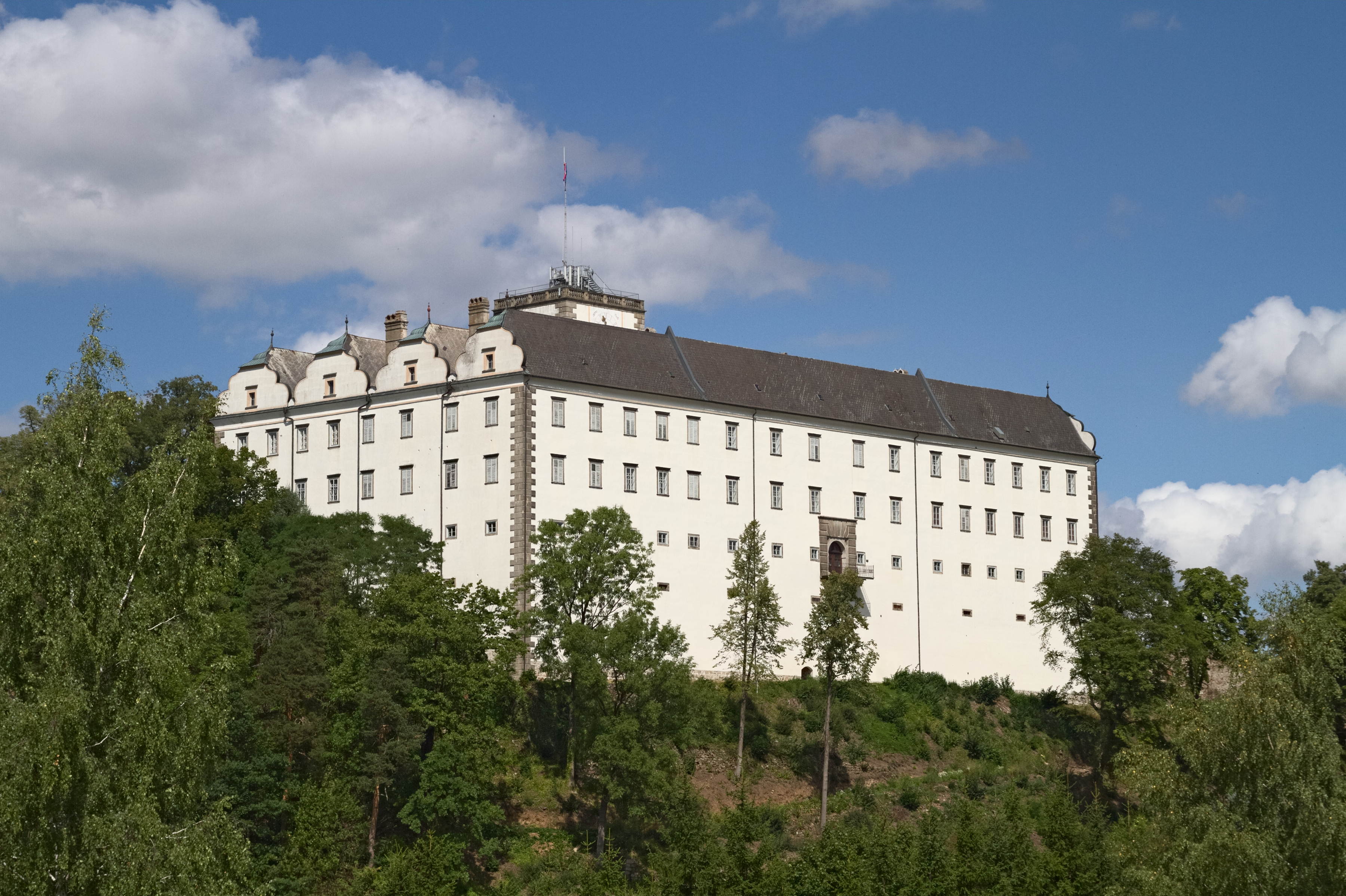
Le château de Weitra (de) en Basse Autriche.
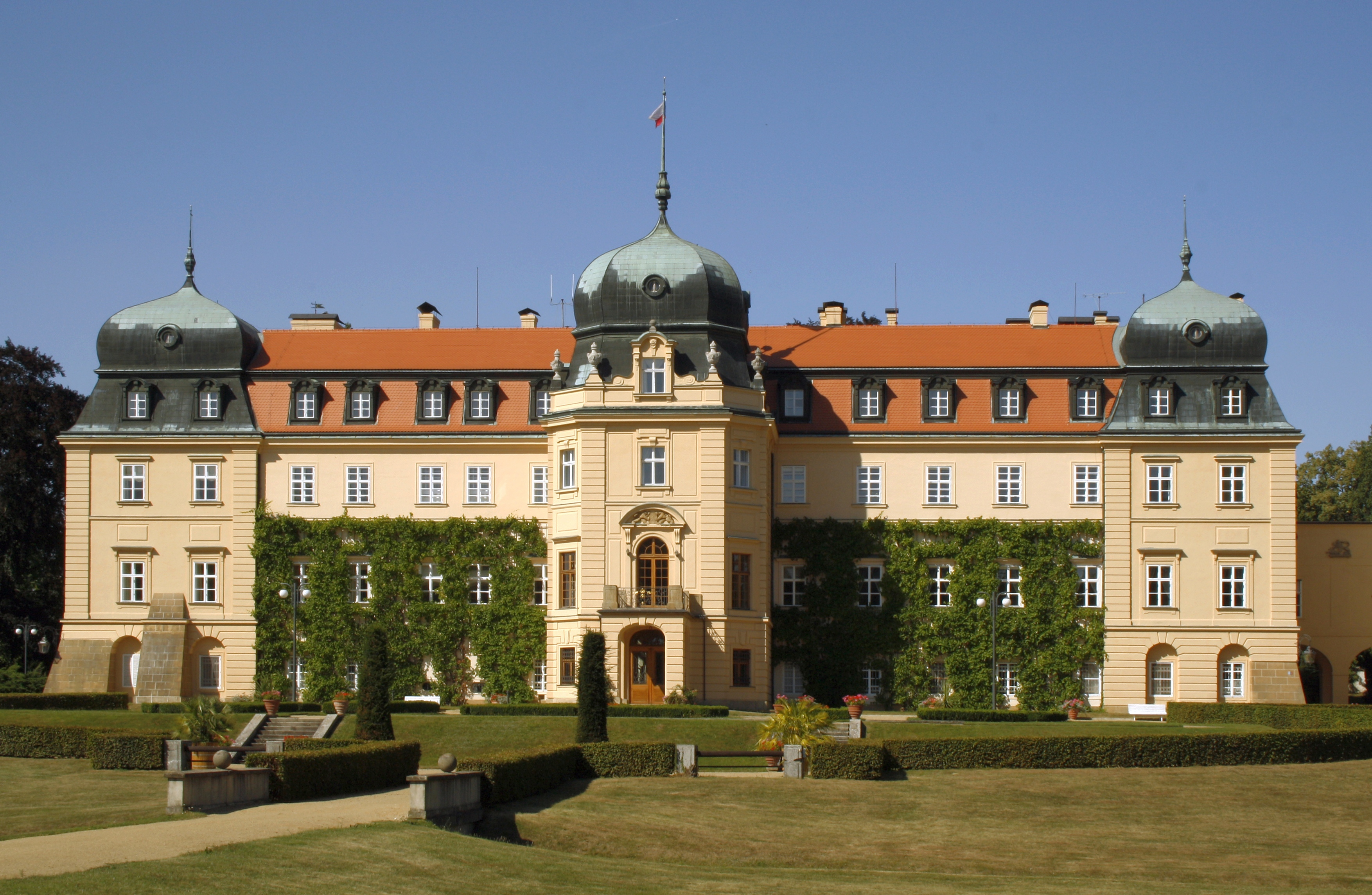
Le château de Lány (de) en Bohême.

En 1664, Hermann Egon de la lignée Fürstenberg-Heiligenberg et ses frères prêtres François-Egon (évêque de Strasbourg) et Guillaume-Egon (évêque de Strasbourg, candidat à l'archidiocèse de Cologne, cardinal) sont élevés au rang de princes du Saint-Empire avec le titre de « Fürst » par l'empereur Léopold Ier. Après l'extinction de la lignée Fürstenberg-Heiligenberg en 1716, les comtes Froben Ferdinand de Fürstenberg-Meßkirch et Joseph de Fürstenberg-Stühlingen sont élevés au rang des princes du Saint-Empire  par l'empereur Charles VI.
Avec la principauté de Fürstenberg, ils gouvernaient l'un des plus grands territoires du sud-ouest de l'Allemagne jusqu'en 1806, date à laquelle ils sont médiatisés. Le 3 novembre 1805, Napoléon ordonne à son général Augereau d'occuper la principauté, les Fürstenberg étant qualifiés de partisans de l'Autriche au point de vue français. Au congrès de Vienne en 1814, la princesse Elisabeth zu Fürstenberg (1767-1822) de la lignée bohémienne, née princesse de Tour et Taxis, dont le fils de 8 ans Charles-Egon II de Fürstenberg avait hérité de la principauté souabe en 1804, tenta de persuader l'empereur François Ier d'Autriche de reprendre la couronne du Saint-Empire romain, qu'il avait déclaré terminée en 1806, et de restaurer la souveraineté des maisons princières médiatisées. Ces demandes restèrent vaines, mais les princes ont conservé leur statut, leur égalité avec les maisons souveraines restantes et certains droits politiques spéciaux en leur qualité de Standesherren (« seigneurs de rang »), créés par l'Acte confédéral allemand.
Après l'extinction de plusieurs branches, la ligne qui subsiste à ce jour se trouve toujours sur les domaines historiques de Donaueschingen, Heiligenberg et Weitra, bien que de nombreux domaines aient été vendus et d'autres (surtout en Bohême) expropriés.

## Les membres de la maison von und zu Fürstenberg
- Comte Heinrich von Fürstenberg, brasseur en 1283, à l'origine de la brasserie homonyme.
- Comte Egon von Fürstenberg-Heiligenberg, dont : 
  - Comte Franz-Egon von Fürstenberg-Heiligenberg (1626-1682)
  - Comte Willem-Egon von Fürstenberg-Heiligenberg (1629-1704)
  - Comtesse Françoise von Fürstenberg-Heiligenberg (1633-1702) a épousé en 1666 le margrave Léopold-Guillaume von Baden-Baden (1626-1671), fils du margrave Wilhem I von Baden-Baden, et de la princesse Katharina Ursula von Hohenzollern-Hechingen

### Chefs de la maison
- Charles-Egon III de Fürstenberg a épousé la princesse Élisabeth Reuss-Greiz, dont : 
  - Charles-Egon IV de Fürstenberg, prince héréditaire, qui a épousé Dorothée de Talleyrand-Périgord, dite Dolly, fille de Napoléon-Louis de Talleyrand-Périgord, duc de Dino et duc de Talleyrand, et de Rachel Élisabeth Pauline de Castellane, sans postérité ;
- Maximilien Egon Ier (1822-1873), qui a épousé en 1860 la comtesse Léontine de Khevenhüller-Metsch, dont :
  - Maximilien-Egon II de Fürstenberg (1863-1941), qui a épousé la comtesse Irma de Schönborn-Buchheim (1867-1948), dont : 
    - Charles-Egon V de Fürstenberg, prince héréditaire, a épousé la comtesse Françoise de Nostitz-Rieneck (sans postérité)
    - Maximilian Egon de Fürstenberg (1896-1959) a épouse en 1921 la comtesse Wilhelmine de Schönburg-Glauchau (1902-1964), dont :
      - Joachim-Egon de Fürstenberg (1923-2002), qui a épousé la comtesse Paula de Königsegg-Aulendorf (1926-2019), dont : 
        - Henri de Fürstenberg (1950-2024)[4], qui a épousé la princesse Maximilienne de Windisch-Graetz, dont :
          - Christian de Fürstenberg (1977), marié à Jeannette Griesel. Ils sont les parents de Tassilo, prince héréditaire (2013), Maria Cecilia (2015), Tristan (2018) et Leontine (2020)[5]

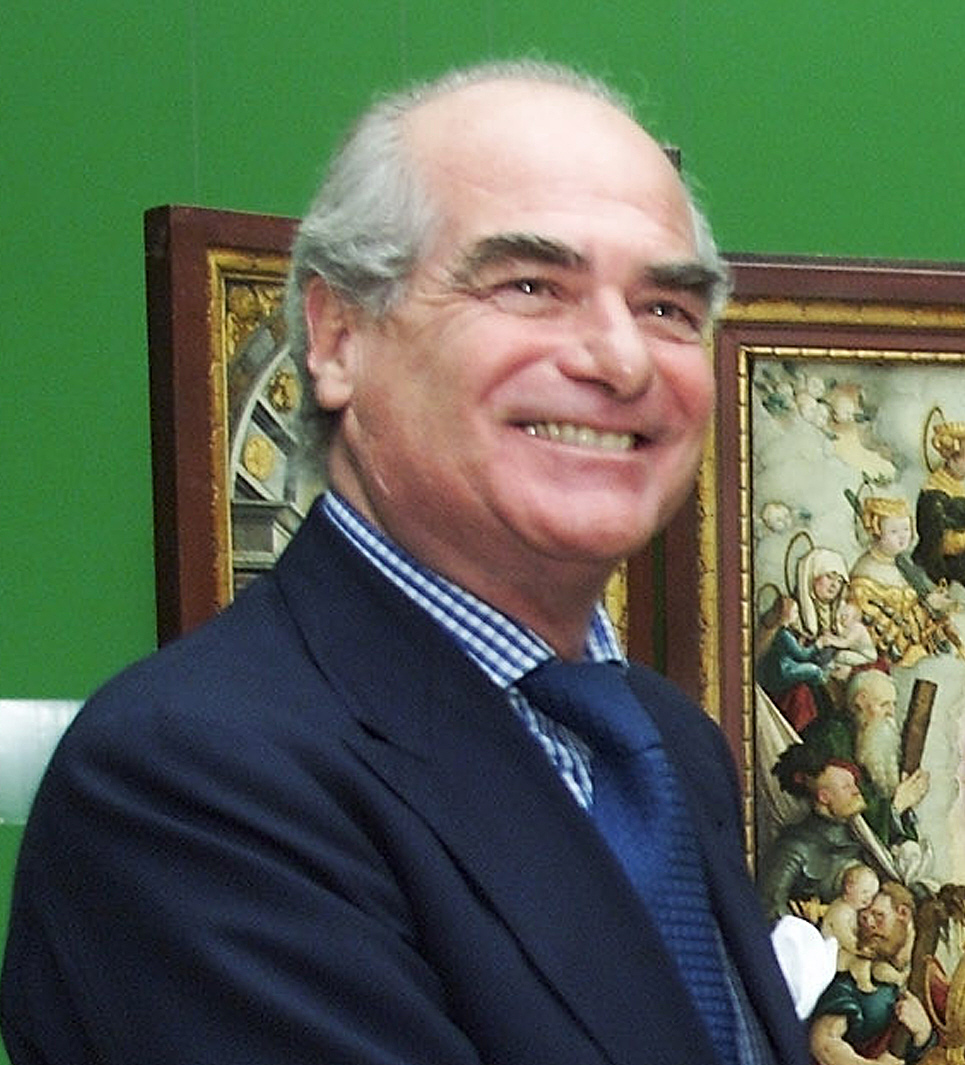
S.A.S. Henri, prince de Fürstenberg (1950-2024), chef de la maison princière de 2002 à 2024.

### Autres membres de la maison
- Charles Aloys de Fürstenberg (1760–1799),  maréchal du Saint-Empire
- Josepha de Fürstenberg-Weitra (1776-1848), épouse du prince Jean Ier de Liechtenstein
- Friedrich Egon von Fürstenberg (1813-1892), cardinal, archevêque d'Olomouc
- Le prince Tassilo von und zu Fürstenberg (1903-1989) a épousé en premières noces Clara Agnelli, fille d'Edoardo Agnelli, et de Virginia Bourbon del Monte, princesse de San Faustino, avec qui il aura trois enfants : 
  - La princesse Virginia dite Ira von Fürstenberg, actrice, jet-setteuse internationale, épouse du prince Alfonso de Hohenlohe-Langenbourg
  - Le prince Egon von Fürstenberg, célèbre styliste, a épousé en 1969 (divorcé trois ans plus tard) la Belge Diane Halfin, plus connue sous le nom professionnel de Diane von Fürstenberg, avec qui il aura deux enfants : 
    - Le prince Alexander von und zu Fürstenberg (1970), marié à Alexandra Miller (divorcés), fille de l'homme d'affaires Robert Warren Miller et sœur de la princesse royale de Grèce, Marie-Chantal Miller, d'où Talita (1999) et Tassilo (2001). Remarié à Alison Kay Parker, d'où Leon (2012) et Vito (2020)[6]
    - La princesse Tatiana von und zu Fürstenberg (1971), mariée à Russell Steinberg.

  - Le prince Sebastian zu Fürstenberg
  - Le prince Marcus Nabibaks zu Fürstenberg [7]

## La branche de Heiligenberg-Werdenberg

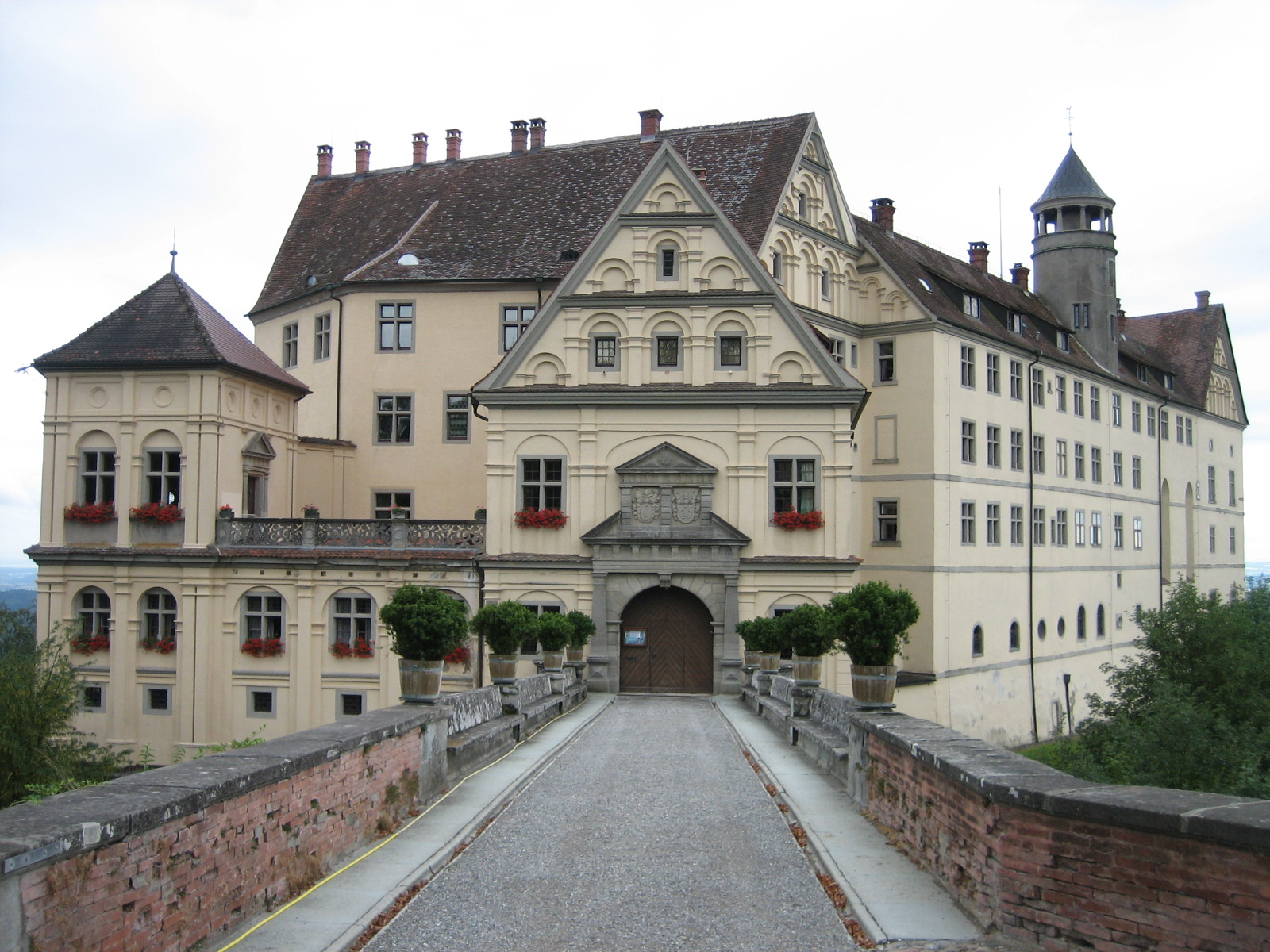
Château de Heiligenberg.

Par le mariage de la comtesse Anna de Werdenberg, d'une branche des comtes de Montfort, avec le comte Friedrich de Fürstenberg en 1516, le Château de Heiligenberg passa à la maison de Fürstenberg en 1535, qui en est toujours propriétaire aujourd'hui.
Le comté de Fürstenberg-Heiligenberg a été séparé du comté de Fürstenberg-Baar en 1559. La ligne Fürstenberg-Donaueschingen s'est séparée de Fürstenberg-Heiligenberg en 1617, mais en 1698, elle est revenue à Fürstenberg-Heiligenberg, qui était entre-temps (1664) devenue une principauté. Toute la lignée est tombée aux mains des princes de Fürstenberg-Fürstenberg en 1716. Au début du XVIIIe siècle, le principal lieu de gouvernement devient Donaueschingen.
La branche de Heiligenberg et Werdenberg est issue du comte Joachim (de) (1538-1598), dernier fils de Frédéric II (ou III) (voir la généalogie et Heiligenberg (en)). Joachim fut père de Frédéric IV (en) (1563-1617), père lui-même d'Egon VIII (en) (1588-1635). Egon VIII eut onze enfants d'Anna-Maria fille de Jean-Georges de Hohenzollern-Hechingen, dont les deux princes-évêques de Strasbourg François-Egon (1626-1682) et Guillaume-Egon (1629-1704 ; alias le cardinal de Fürstenberg) ; Anna-Maria de Fürstenberg (1634-1705 ; épouse de Ferdinand-Karl de Löwenstein-Wertheim-Rochefort, d'où Maria-Wilhelmina de Löwenstein, deuxième femme de Philippe de Courcillon-Dangeau, mère de Philippe-Egon et grand-mère de Marie-Sophie de Courcillon) ; et Herman-Egon de Fürstenberg (en) (1627-1674), Prince de Fürstenberg-Heiligenberg en 1664, père d'Anton-Egon de Fürstenberg-Heiligenberg (en) (1656-1716 ; parmi ses enfants, Philippine-Louise (1690-1706) épouse le maréchal Louis de Gand-Vilain d'Isenghien en 1700, et Marie-Louise-Mauritia de Fürstenberg (1688-1749) épouse en 1708 Marie-Jean-Baptiste Colbert de Seignelay comte de Tancarville et de Gournay (1683-1712), fils de Jean-Baptiste Colbert de Seignelay et petit-fils du grand Colbert).

## Titres de la maison von und zu Fürstenberg
Prince de Fürstenberg, landgrave de Baar et de Stühlingen, comte de Heiligenberg et Werdenberg, baron de Gundelfingen, seigneur de Hausen (dans la vallée de la Kinzig), de Mœsskirch, Hohenhœven, Wildenstein, Waldsperg, Werenwag, Immendingen, Weitra et Pürglitz.
- Comte von Fürstenberg (1250)
- Landgrave in der Baar (1283)
- Comte von Heiligenberg (1554)
- Landgrave von Stühlingen (1635)
- Prince du Saint-Empire (1664 (branche Heiligenberg), 1716 (branche Moesskirch), 1744 (branche Stühlingen)
- Prédicat d'altesse sérénissime (en allemand : Durchlaucht), 1825[9]

La dynastie souabe n'est pas liée aux barons westphaliens von Fürstenberg (de), dont le siège ancestral du même nom est près d'Ense et qui ont aussi un blason différent. Ceux-ci ont également une branche qui porte le titre de comte de Fürstenberg-Herdringen. Les représentants les plus connus de cette famille westphalienne sont les princes-évêques Dietrich von Fürstenberg, Ferdinand von Fürstenberg et Franz Egon von Fürstenberg ainsi que le cardinal Maximilien de Furstenberg.

## Armorial de la maison von und zu Fürstenberg

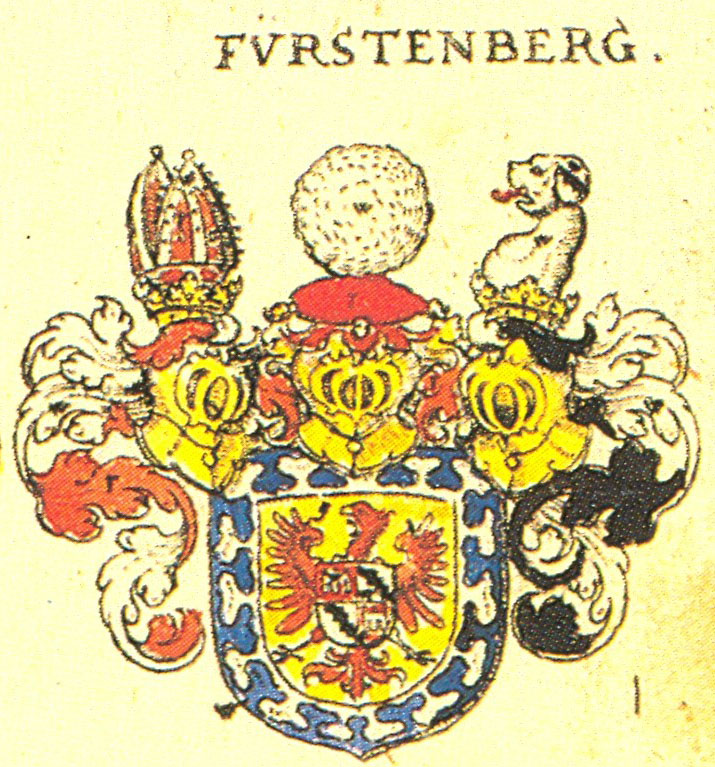
Armoiries des Fürstenberg : d'or, à la bordure nébulée d'argent sur azur, le champ ch. d'une aigle de gueules, becquée et membrée d'azur, ch. sur l'estomac d'un écusson écartelé : aux 1 et 4, de gueules, au gonfanon d'argent (Werdenberg); aux 2 et 3, d'argent, à la bande vivrée de sable (Heiligenberg). Cinq casques d'or, couronnés du même, excepté le troisième Source: Rietstap.
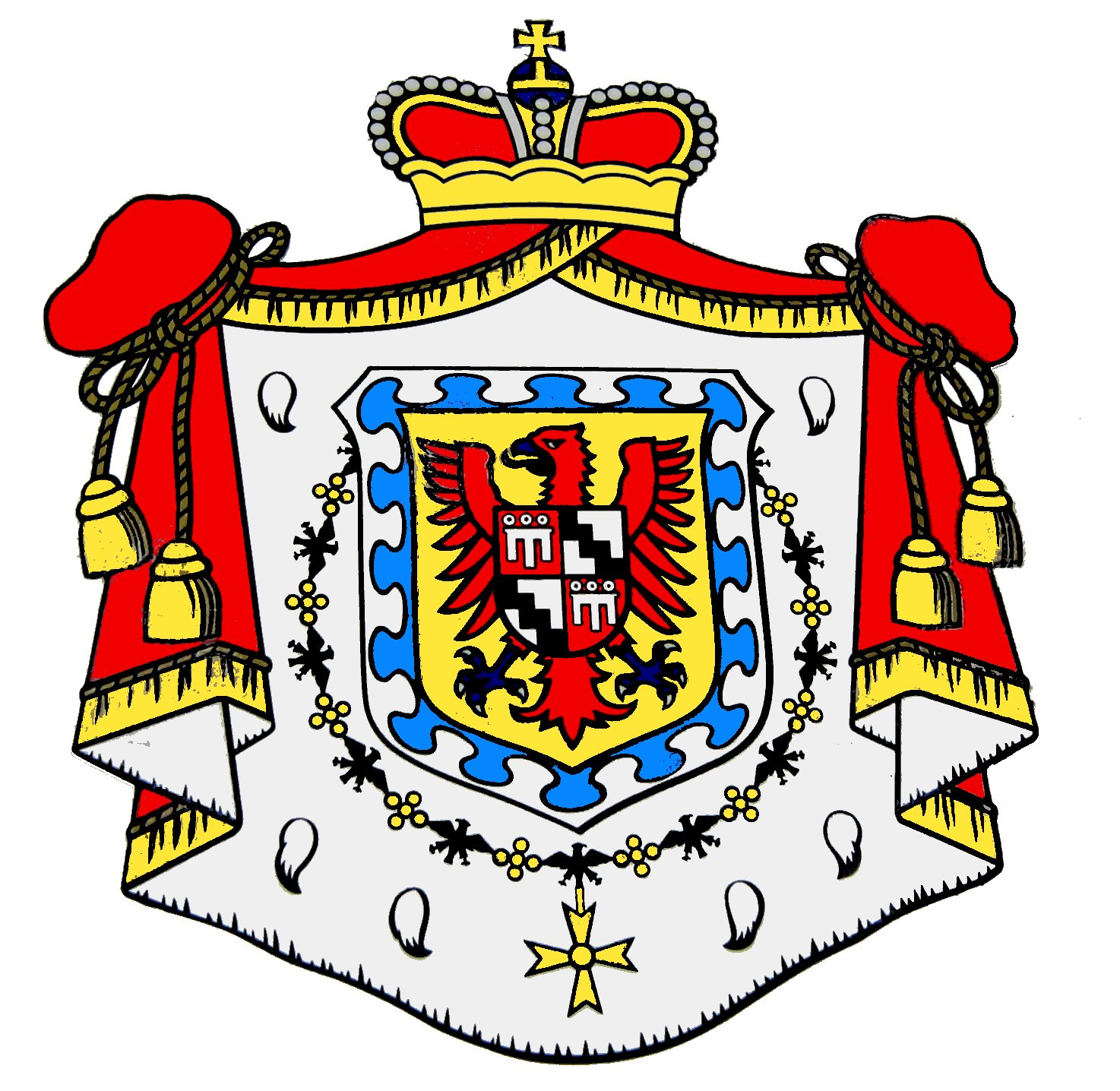
Armoiries des Fürstenberg : d'or, à la bordure nébulée d'argent sur azur, le champ ch. d'une aigle de gueules, becquée et membrée d'azur, ch. sur l'estomac d'un écusson écartelé : aux 1 et 4, de gueules, au gonfanon d'argent (Werdenberg); aux 2 et 3, d'argent, à la bande vivrée de sable (Heiligenberg) Source: Rietstap.
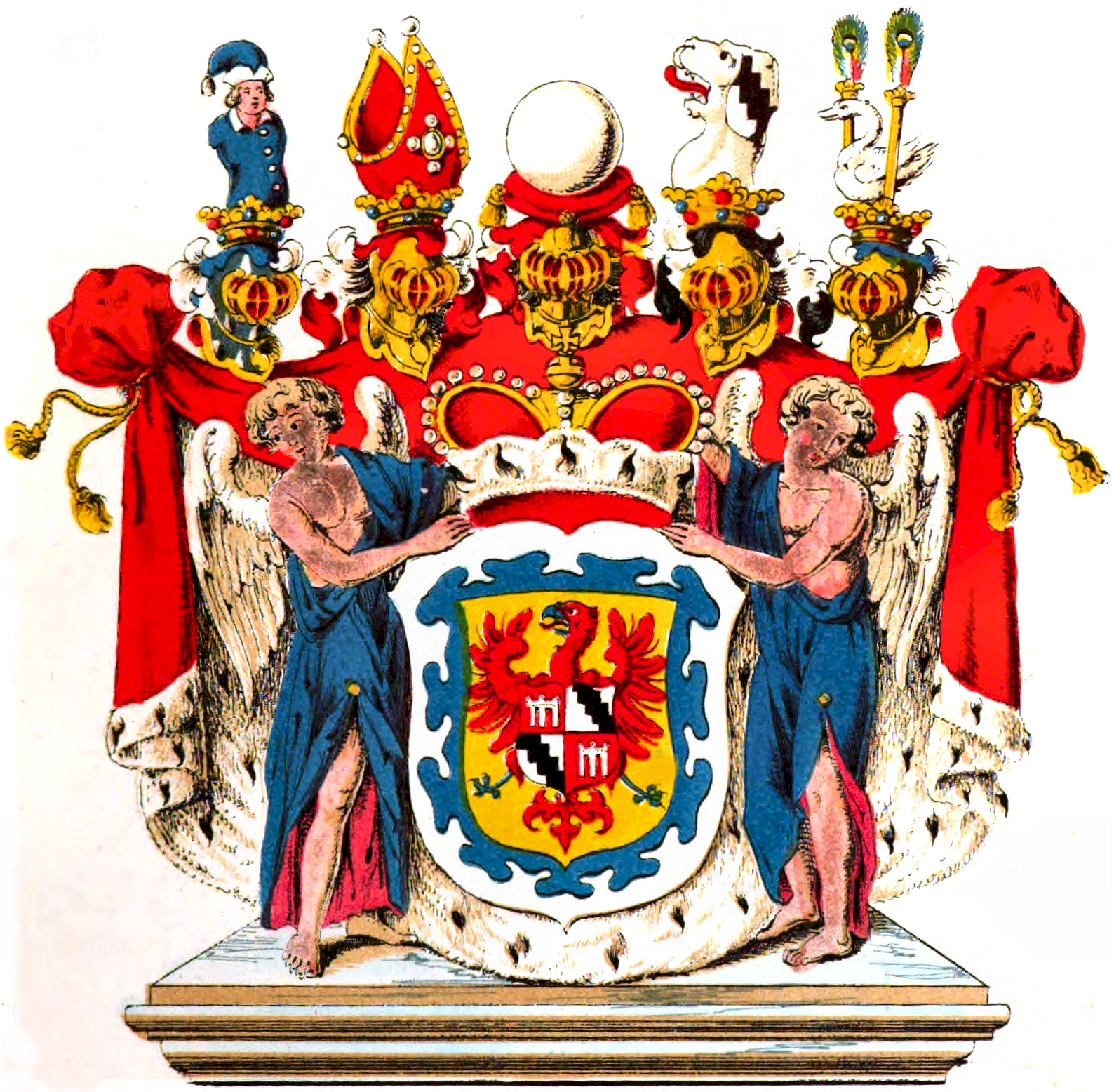
Armoiries des princes de Fürstenberg.